# دسوادة (مذيخرة)

تعديل مصدري - تعديل

دسوادة محلة تابعة لقرية حمر اعلى، التابعة لعزلة الجوالح بمديرية مذيخرة إحدى مديريات محافظة إب في الجمهورية اليمنية، بلغ تعداد سكانها 51 حسب تعداد اليمن لعام 2004.